# John Amaechi
John Uzoma Ekwugha Amaechi, OBE (* 26. November 1970 in Boston, Massachusetts) ist ein ehemaliger britisch-US-amerikanischer Basketballspieler, der als Berichterstatter bei englischen Fernsehsendern arbeitet.

## Jugend
Amaechi wurde als Sohn eines nigerianischen Vaters und einer britischen Mutter im amerikanischen Boston geboren. Aufgewachsen ist er bei seiner Mutter in Stockport, England. Später zogen sie in die USA, wo er ein Jahr die Highschool St. John’s in Toledo (Ohio) besuchte.

## Karriere im Basketball
Amaechi begann seine Basketball-Laufbahn in der High-School-Liga. College-Basketball spielte er zuerst eine Saison an der Vanderbilt University und anschließend von 1992 bis 1995 an der Pennsylvania State University. Seine Position war Center. Er ist 2,08 m groß und erzielte in seiner Karriere durchschnittlich 6,2 Punkte und 2,6 Rebounds. Er erzielte die ersten Punkte in der NBA des neuen Jahrtausends. 
Amaechi spielte bei folgenden Vereinen: 
- 1995–1996: Cleveland Cavaliers, 28 Spiele
- 1996–1997: Panathinaikos Athen
- 1997: Kinder Bologna
- 1997–1998: Sheffield Sharks
- 1998–1999: CSP Limoges
- 1999–2002: Orlando Magic
  - Saison 1999–2000: 80 Spiele
  - Saison 2000–2001: 82 Spiele (alle)
  - Saison 2001–2002: 54 Spiele
- 2002–2003: Utah Jazz, 50 Spiele

Zeitweilig gehörte er auch der englischen Nationalmannschaft an.

## Nach dem aktiven Basketball
Amaechi studierte Psychologie und schreibt, laut Aussage auf seiner Website, seine Doktorarbeit über Psychologie bei Kindern. Momentan arbeitet er auch als Berichterstatter bei den Fernsehsendern BBC, ITV, SKY und Channel 5. Eine Haupttätigkeit neben der Arbeit als Berichterstatter ist seine Arbeit bei der ABC Foundation, einer Benefizorganisation, die Sportzentren für Kinder in Großbritannien baut und gute Trainer, Mentoren und Lehrer verfügbar macht. Weiters war er Botschafter Großbritanniens zur Olympiade 2012. 2011 wurde er anlässlich des Geburtstags der Königin für seine Verdienste im Bereich des Sport und der Ehrenamtlichkeit im Rang des Offiziers in den Order of the British Empire aufgenommen.
In seiner 2007 erschienenen Autobiografie Man in the Middle outete er sich. Er ist damit der erste (ehemalige) NBA-Spieler, der offen zu seiner Homosexualität steht.

## Veröffentlichungen
- John Amaechi mit Chris Bul: Man in the Middle. My life in and out of bounds. ESPN Books, New York 2007, ISBN 978-1-933060-19-4.